# Róma–Formia–Nápoly-vasútvonal
A Róma–Formia–Nápoly–vasútvonal (ismert még mint Róma-Nápoly Direttissima) egy normál nyomtávolságú, kétvágányú, 3 kV egyenárammal villamosított 214 km hosszú vasútvonal Olaszországban Róma és Nápoly között. A 250 km hosszú hagyományos Róma–Cassino–Nápoly-vasútvonal kiváltására épült, jelentősen csökkentve az utazási időt. Ezen a vonalon haladtak a nagysebességű vonatok.
A nagysebességű vonatok napjainkban a párhuzamos Róma–Nápoly nagysebességű vasútvonalat használják, amelyet részben 2005 decemberében nyitottak meg, majd teljes egészében 2009 decemberében.

## Története
A Róma–Nápoly Cassinón át vezető vonallal kapcsolatos problémák miatt már 1871-ben javaslatot tettek egy új vonal építésére a parthoz közelebb. Amikor a pápai államok megtervezték a Cassino vonalat, azt nem csak közvetlen összeköttetésként tervezték Nápollyal, hanem útközben további kisebb helységekkel kívánták összekapcsolni. Részben ennek következtében kanyargós útvonala volt, amelyet - különösen a Sacco folyó völgyében - árvizek és földcsuszamlások is veszélyeztettek. A régi vonalat azért építették, hogy elkerüljék a parti útvonalat a Pontine-mocsarakon keresztül, amely ekkor még mindig mocsaras és malária-veszélyes hely volt. Ennek eredményeként útvonala dombos és részben hegyvidéki, problémákat okozva ezzel a korszak kisteljesítményű gőzmozdonyainak.
A parti vonal építését a törvények 1879. július 29-én engedélyezték azzal a feltétellel, hogy azt összehangolják a Terracina–Priverno és a Gaeta–Formia–Sparanise vonalakkal. Az elkötelezettséget az 1882. július 5-i jogszabályok és az olasz vasutak 1885-ös átszervezése során megerősítették. A projekt mindig ellentmondásos volt: olyan vasúti mérnökök támogatták, mint Alfredo Cottrau, de ellenezték olyan politikusok, mint Francesco Saverio Nitti.
A vonal végleges tervét 1902-ben készítették el, és 1905-ben hagyták jóvá, amikor a projektért a Ferrovie dello Stato (Olasz Államvasutak) vállalta a felelősséget. Az építkezés 1907-ben kezdődött, de csak 1927-ben fejeződött be, mert több hosszú alagutat kellett ásni, köztük a Monte Orso és a Vivola alagutakat, mindkettő körülbelül 7,5 km hosszú.
1935-ben a vasútvonalat 3000 V DC feszültséggel villamosították fel. Ezt követően villamos vonatok közlekedhettek az egész észak-déli útvonalon Bolognától Nápolyig.
2009 óta, amikor megnyitották a Róma–Nápoly nagysebességű vasútvonalat, a Roma Terminiből induló vonatok már nem a Villa Literno–Napoli Gianturco vasútvonal (Naples Passante) felett közlekednek, hanem Villa Liternótól Aversán át Napoli Centrale felé közlekednek.

## Képek

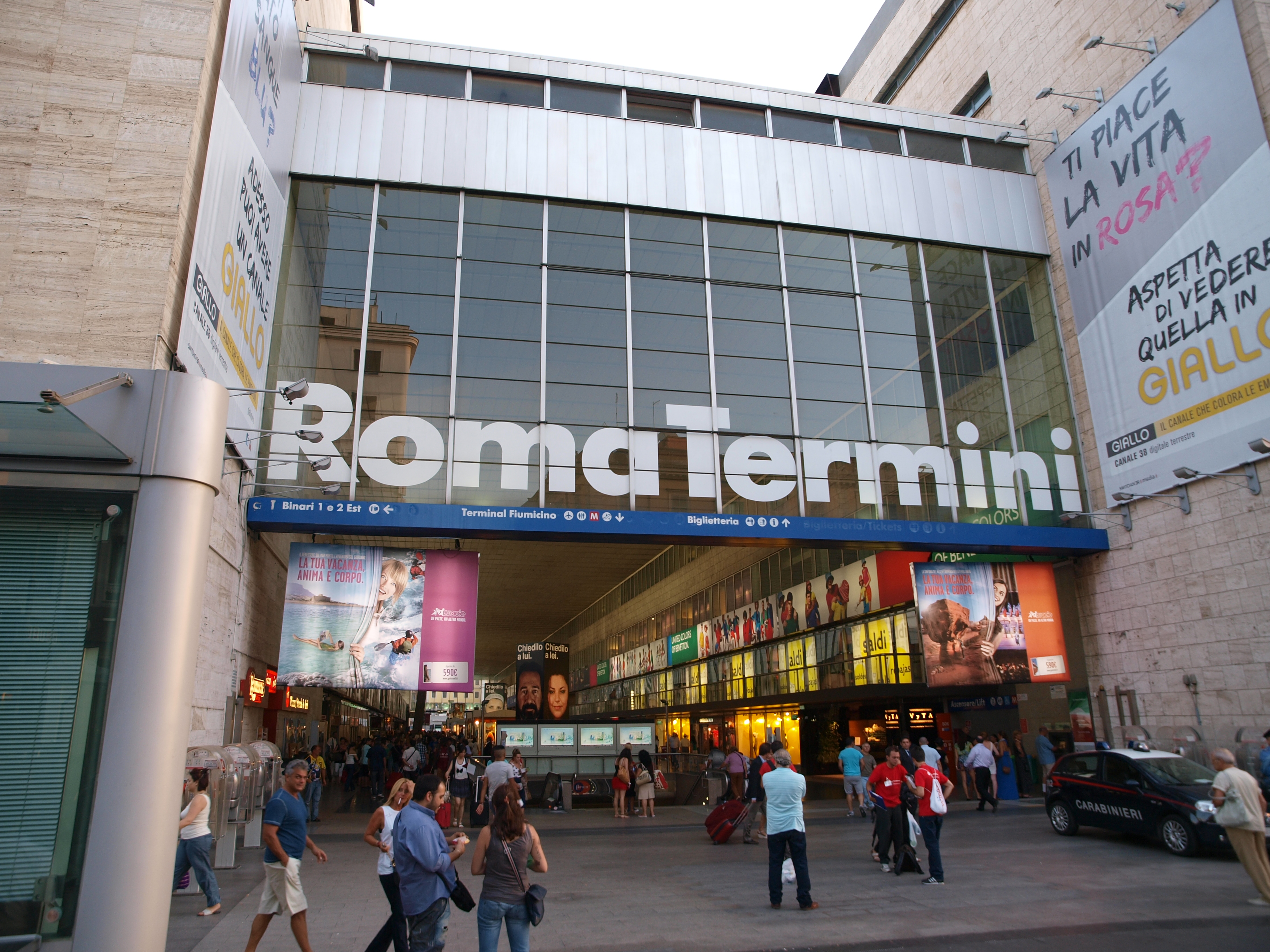
Roma Termini, a vonal kezdőpontja
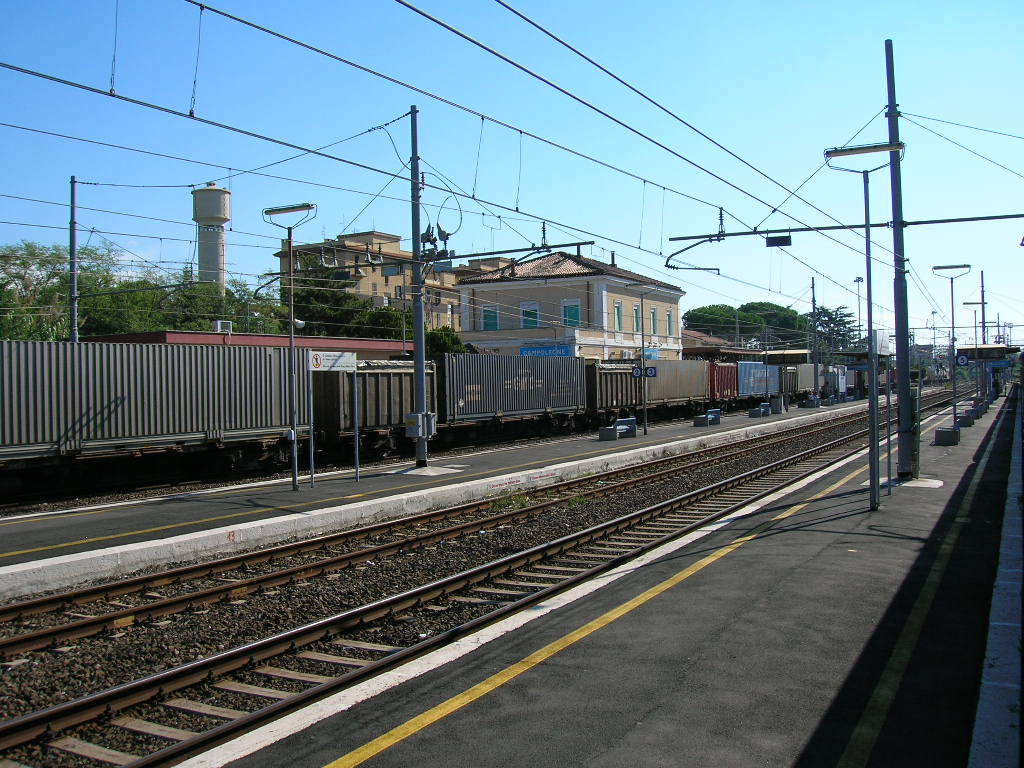
Stazione di Campoleone
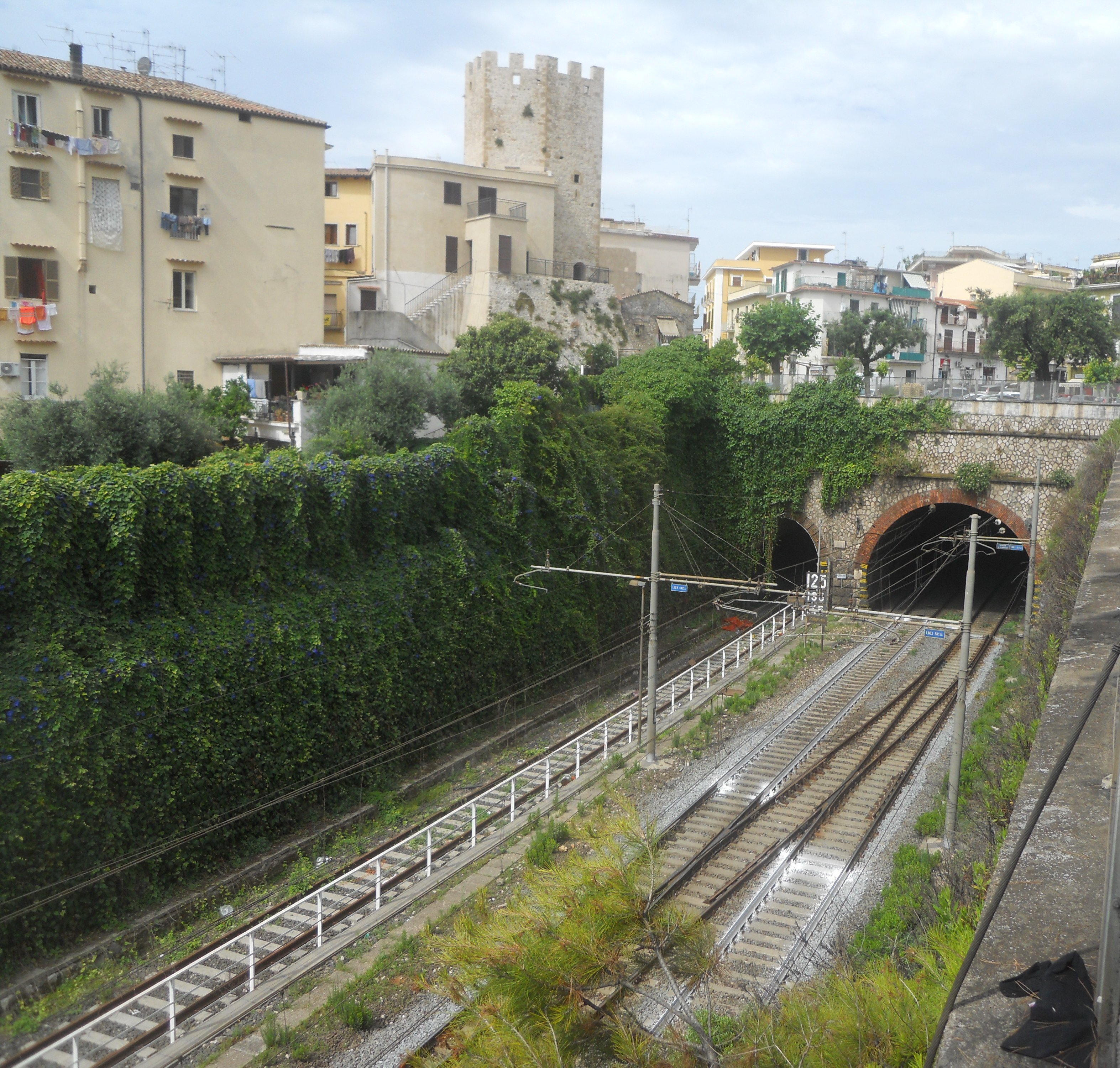
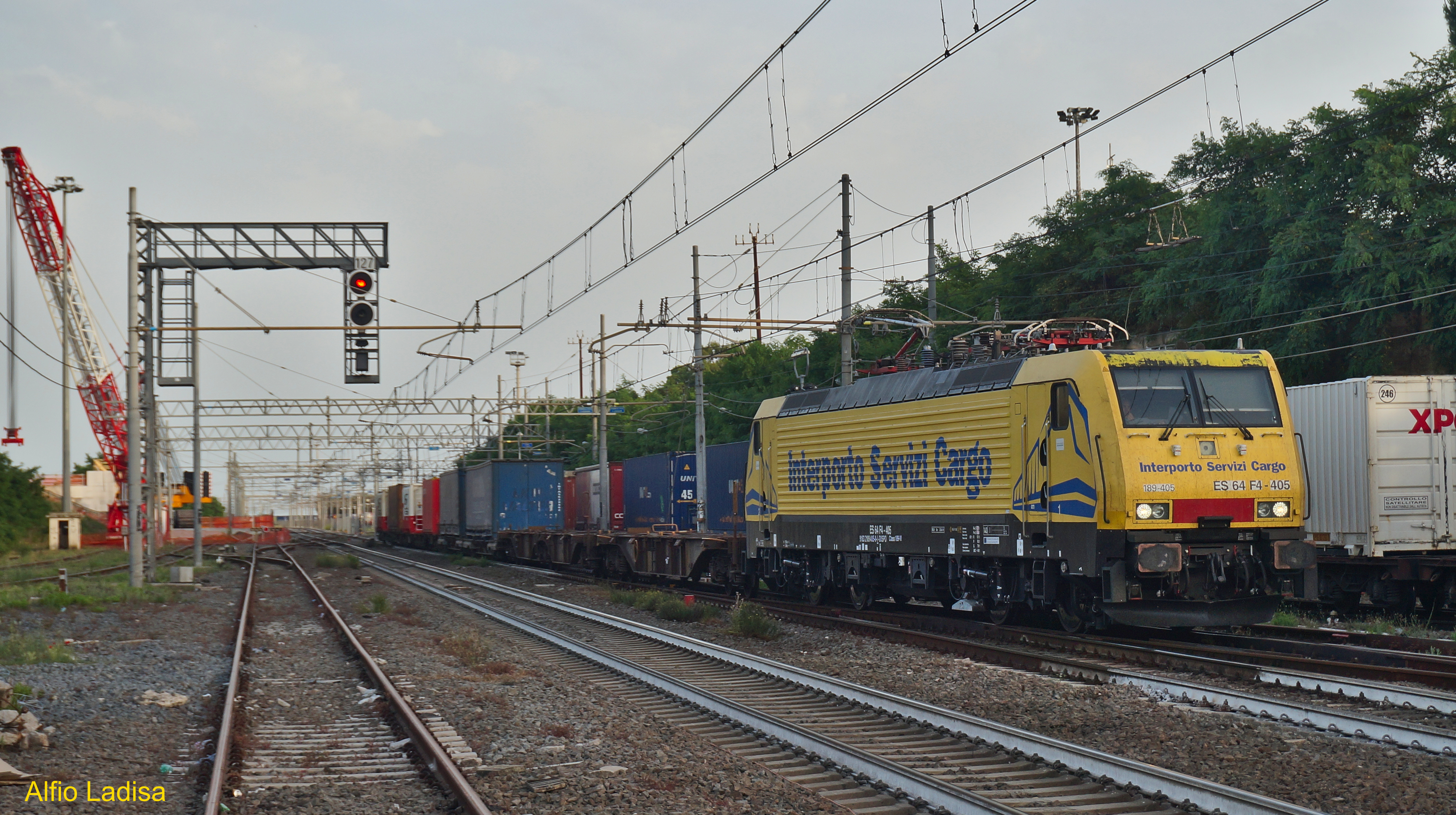
Stazione di Pomezia-Santa Palomba
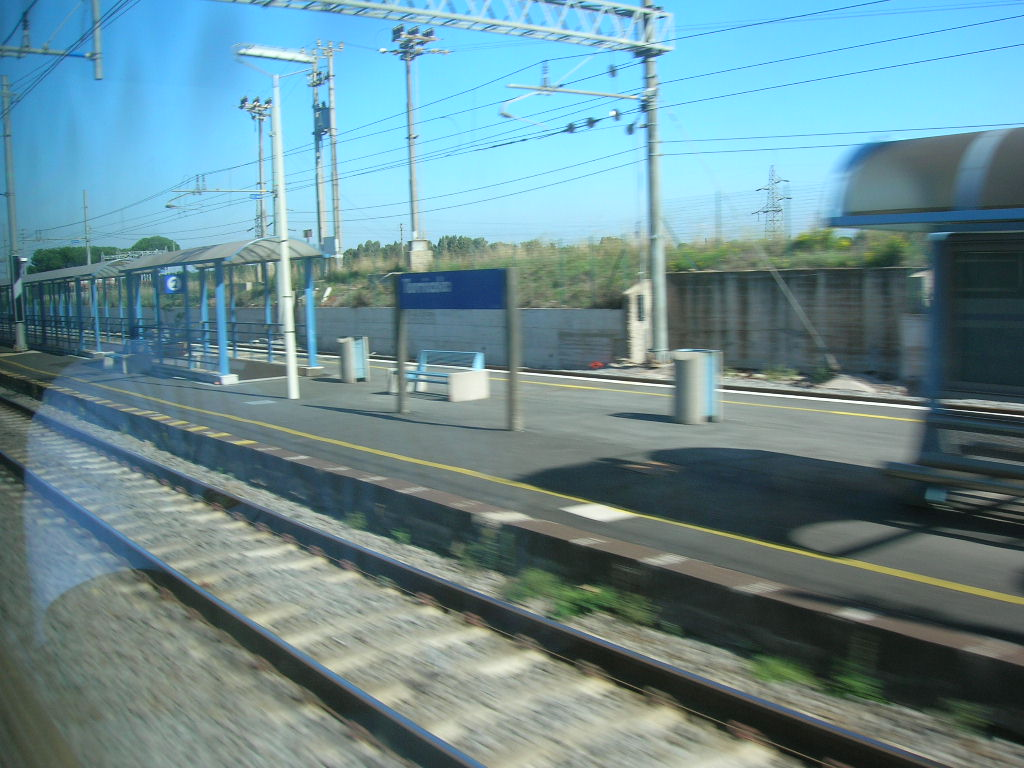
Stazione di Torricola
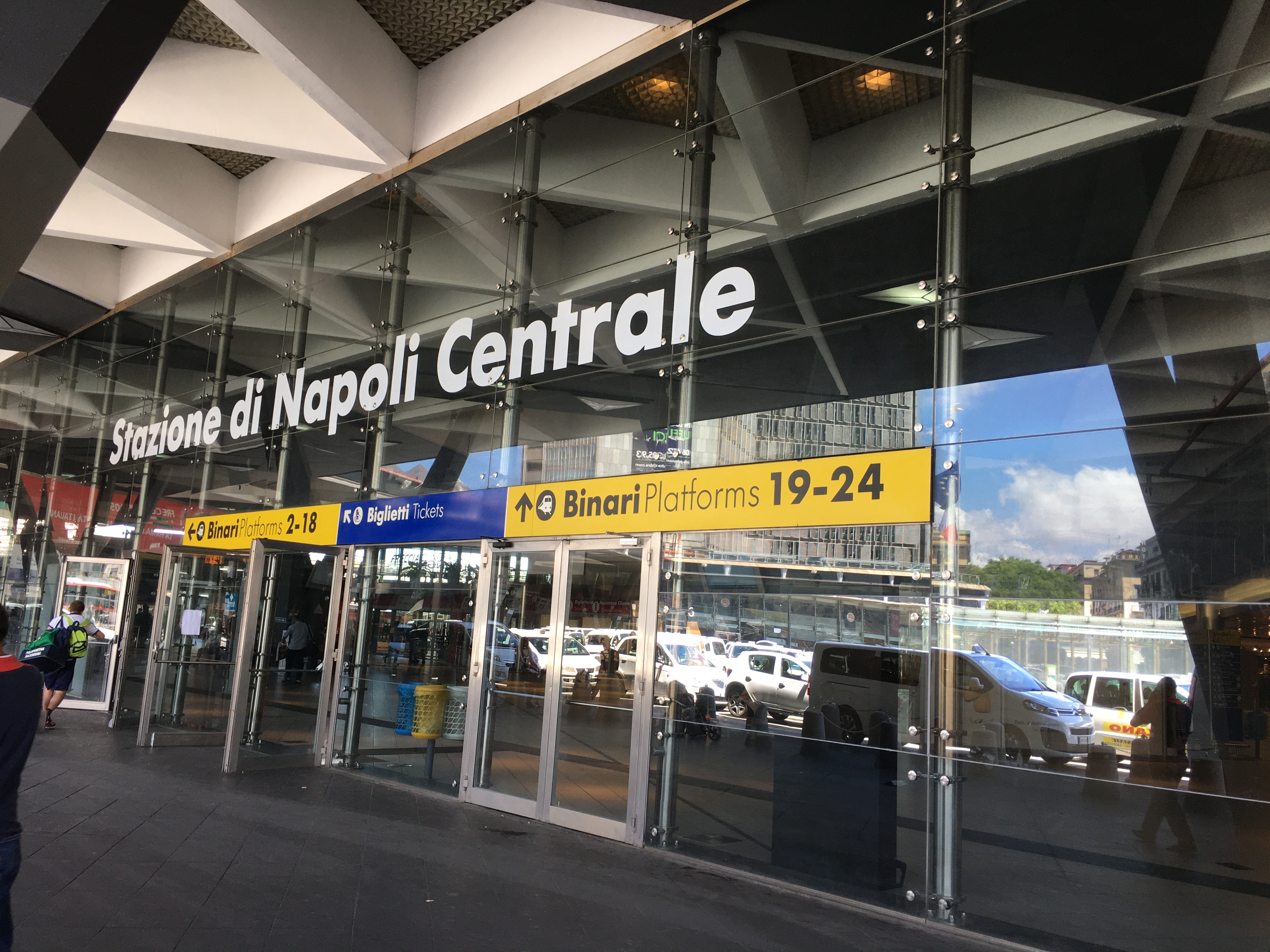
Végállomás: Napoli Centrale